# The Early Chapters
The Early Chapters är en EP av Soilwork, utgiven 2004.

## Låtlista
1. "Burn" (Deep Purple-cover) - 05:44
2. "Disintegrated Skies" - 03:59
3. "Egypt" (Mercyful Fate-cover) - 05:22
4. "Shadow Child" - 04:50
5. "The Aardvark Trail" (live) - 04:40